# Stemvorkwier
Stemvorkwier (Bifurcaria bifurcata) is een bruinwier uit de familie Sargassaceae. 

## Beschrijving
Deze bruinwier bereikt doorgaans een lengte tussen de 25 en 50 cm. Olijfgeel van kleur, maar veel donkerder als het droog is. De thallus (plantvorm) bestaat uit cilindrische assen (enkele mm in doorsnede) die veelvuldig gevorkt vertakken (dichotoom vertakt). Langwerpige voortplantingslichamen aan de uiteinden van takken. Soms zijn afgeronde luchtblazen aanwezig. Zoals bij alle bruinalgen wordt de bruinachtige kleur veroorzaakt door het pigment fucoxanthine.

## Verspreiding en leefgebied
Stemvorkwier is een zuidelijke soort die voorkomt aan de Atlantische kust van Frankrijk, Spanje en Portugal en zich uitstrekt tot de zuid- en westkust van Engeland en de westkust van Ierland, waar hij soms gebruikelijk is. Het is afwezig in Schotland, IJsland en Scandinavië. Het wordt meestal aangetroffen in rotspoelen aan de midden- en benedenkust, vooral op blootgestelde stranden.
In Nederland wordt deze soort alleen aangespoeld op het strand gevonden en is met weinig inheemse soorten te verwarren. Mogelijke verwarring kan optreden met groefwier (Pelvetia canaliculata), maar deze soort heeft diepe geulen in het thallus en heeft gevorkte toppen.